# Nélson Semedo
Nélson Cabral Semedo (Lisszabon, 1993. november 16. –) portugál válogatott labdarúgó, az angol Wolverhampton Wanderers játékosa.

## Pályafutása

### Klubcsapatokban

#### Barcelona
2017. július 13-án a spanyol FC Barcelona bejelentette, hogy Semedo átesett az átigazolásokkor szokásos orvosi vizsgálaton. Másnap 5 éves kontraktust írt alá. A katalán egyesület 30,5 millió eurót fizetett érte a portugál SL Benficának, amely összeg különböző bónuszok után további 5 millióval nőtt, ha 50 mérkőzésenként pályára lépett az új alakulatában. Augusztus 16-án debütált új klubjában a spanyol szuperkupában a Real Madrid elleni, 0–2-re elvesztett mérkőzésen a Santiago Bernabéu stadionban.
2017. szeptember 13-án mutatkozott be a Bajnokok Ligájában a Barcelona színeiben, egy Juventus elleni elleni, 3–0 arányban megnyert csoportmérkőzésen. Első gólját a La Ligában szerezte, 2019. január 27-én egy 2–0-s győzelem során a Girona ellen. Második gólja a 2019–20-as idény utolsó mérkőzésén született a Deportivo Alavés elleni 5–0-s sikerben.

#### Wolverhampton Wanderers
2020. szeptember 23-án 3 éves szerződést kötött az angol Wolverhampton Wanderers csapatával 30 millió euró ellenében, amely a bónuszok után plusz 9,2 millióval nőtt.

### A válogatottban
Portugál korosztályos válogatott.
A Zöld-foki származású Semedo 2015. október 2-án kapta meg első meghívóját a portugál felnőtt válogatottba a 2016-os Európa-bajnokság selejtezőire, Dánia és Szerbia ellen. Utóbbi mérkőzésen mutatkozott be a nemzeti alakulatban a belgrádi Partizan stadionban, amely találkozó végeredménye 2–1 lett.
Semedo bekerült a 2017-es Konföderációs kupára utazó keretbe is, ahol bronzérmet szereztek.
Előzetesen bekerült Portugália bő, 35 fős keretébe a 2018-as világbajnokságra, de végül a végleges csapatból kihagyták, így nem vett részt a tornán. 2024. május 21-én Roberto Martínez szövetségi kapitány kihirdette 26 fős Európa-bajnoki keretét, amelyben ő is szerepelt.

## Statisztika

### Klubcsapatokban
2020. augusztus 24-én frissítve.
| Klub                    | Szezon           | Liga             | Liga  | Liga | Kupa  | Kupa | Ligakupa | Ligakupa | Európa | Európa | Egyéb | Egyéb | Összesen | Összesen |
| Klub                    | Szezon           | Bajnokság        | Mérk. | Gól  | Mérk. | Gól  | Mérk.    | Gól      | Mérk.  | Gól    | Mérk. | Gól   | Mérk.    | Gól      |
| ----------------------- | ---------------- | ---------------- | ----- | ---- | ----- | ---- | -------- | -------- | ------ | ------ | ----- | ----- | -------- | -------- |
| Sintrense               | 2011–12          | Terceira Divisão | 26    | 5    | 1     | 0    | —        | —        | —      | —      | —     | —     | 27       | 5        |
| Sintrense               |                  |                  | 26    | 5    | 1     | 0    | —        | —        | —      | —      | —     | —     | 27       | 5        |
| Fátima (kölcsönben)     | 2012–13          | Segunda Divisão  | 29    | 0    | 2     | 0    | —        | —        | —      | —      | —     | —     | 31       | 0        |
| Fátima (kölcsönben)     |                  |                  | 29    | 0    | 2     | 0    | —        | —        | —      | —      | —     | —     | 31       | 0        |
| Benfica B               | 2013–14          | Segunda Liga     | 17    | 0    | —     | —    | —        | —        | —      | —      | —     | —     | 17       | 0        |
| Benfica B               | 2014–15          | Segunda Liga     | 42    | 1    | —     | —    | —        | —        | —      | —      | —     | —     | 42       | 1        |
| Benfica B               | 2015–16          | Segunda Liga     | 4     | 3    | —     | —    | —        | —        | —      | —      | —     | —     | 4        | 3        |
| Benfica B               | Összesen         | Összesen         | 63    | 4    | —     | —    | —        | —        | —      | —      | —     | —     | 63       | 4        |
| Benfica                 | 2015–16          | Primeira Liga    | 12    | 1    | 0     | 0    | 2        | 0        | 3      | 0      | 1     | 0     | 18       | 1        |
| Benfica                 | 2016–17          | Primeira Liga    | 31    | 1    | 4     | 0    | 2        | 0        | 8      | 1      | 1     | 0     | 46       | 2        |
| Benfica                 | Összesen         | Összesen         | 43    | 2    | 4     | 0    | 4        | 0        | 11     | 1      | 2     | 0     | 64       | 3        |
| Barcelona               | 2017–18          | La Liga          | 24    | 0    | 4     | 0    | —        | —        | 7      | 0      | 1     | 0     | 36       | 0        |
| Barcelona               | 2018–19          | La Liga          | 26    | 1    | 9     | 0    | —        | —        | 10     | 0      | 1     | 0     | 46       | 1        |
| Barcelona               | 2019–20          | La Liga          | 32    | 1    | 3     | 0    | —        | —        | 7      | 0      | 0     | 0     | 42       | 1        |
| Barcelona               | Összesen         | Összesen         | 82    | 2    | 16    | 0    | —        | —        | 24     | 0      | 2     | 0     | 124      | 2        |
| Wolverhampton Wanderers | 2020–21          | Premier League   | 0     | 0    | 0     | 0    | 0        | 0        | —      | —      | 0     | 0     | 0        | 0        |
| Wolverhampton Wanderers | Összesen         | Összesen         | 0     | 0    | 0     | 0    | 0        | 0        | —      | —      | 0     | 0     | 0        | 0        |
| Karrier összesen        | Karrier összesen | Karrier összesen | 243   | 14   | 23    | 0    | 4        | 0        | 35     | 1      | 4     | 0     | 309      | 14       |

### A válogatottban
2019. október 14-én frissítve.
| Nemzet     | Év       | Mérkőzés | Gól |
| ---------- | -------- | -------- | --- |
| Portugália | 2015     | 1        | 0   |
| Portugália | 2016     | 0        | 0   |
| Portugália | 2017     | 7        | 0   |
| Portugália | 2018     | 0        | 0   |
| Portugália | 2019     | 5        | 0   |
| Összesen   | Összesen | 13       | 0   |

## Sikerei, díjai

### Klubcsapatokban
Benfica
- Portugál bajnok: 2015–16, 2016–17
- Portugál kupa: 2016–17
- Portugál ligakupa: 2015–16
- Portugál szuperkupa: 2016

Barcelona
- Spanyol bajnok: 2017–18, 2018–19
- Spanyol kupa: 2017–18[20]
- Spanyol szuperkupa: 2018[21]

### A válogatottban
Portugália
- Konföderációs kupa bronzérmes: 2017[14]
- UEFA Nemzetek Ligája: 2018–19[22]

## Külső hivatkozások
- Nélson Semedo adatlapja a Transfermarkt oldalon (angolul)
- Nélson Semedo adatlapja a Soccerway oldalon (angolul)
- Nélson Semedo adatlapja Archiválva 2016. december 31-i dátummal a Wayback Machine-ben a Benfica oldalán (angolul)
- Nélson Semedo adatlapja a Soccerbase oldalán (angolul)